# Białołęka (Pęcław)
Białołęka  (deutsch: Weißholz,  früher Weisholz) ist ein Ort in der Landgemeinde Pęcław (Putschlau) im Powiat Głogowski der Woiwodschaft Niederschlesien in Polen.

## Geographie
Das Dorf liegt südlich der Oder, etwa drei Kilometer westlich von Pęcław (Putschlau) und zehn Kilometer östlich von Głogów (Glogau).

## Geschichte

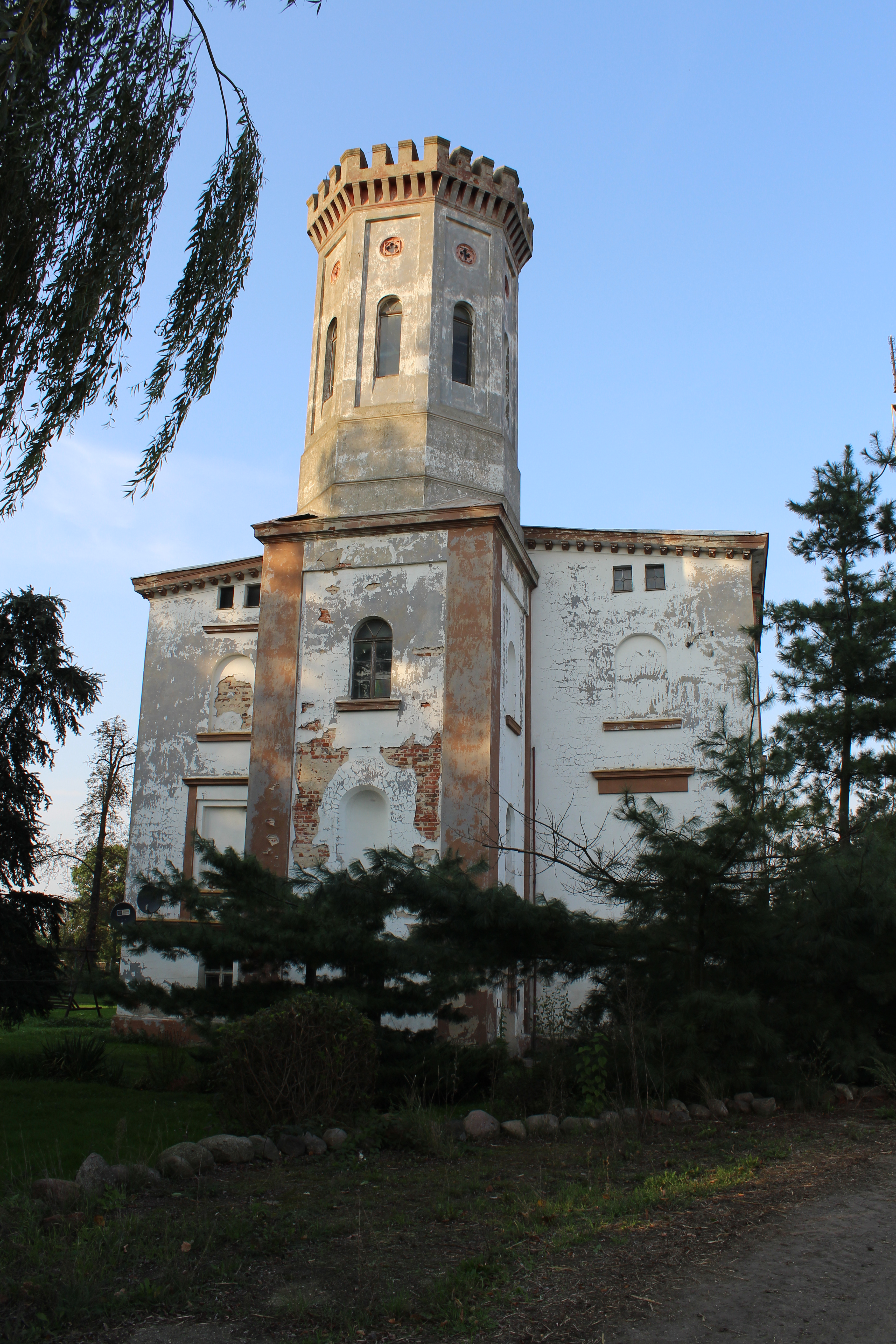
Schloss Weißholz (Aufnahme 2014)

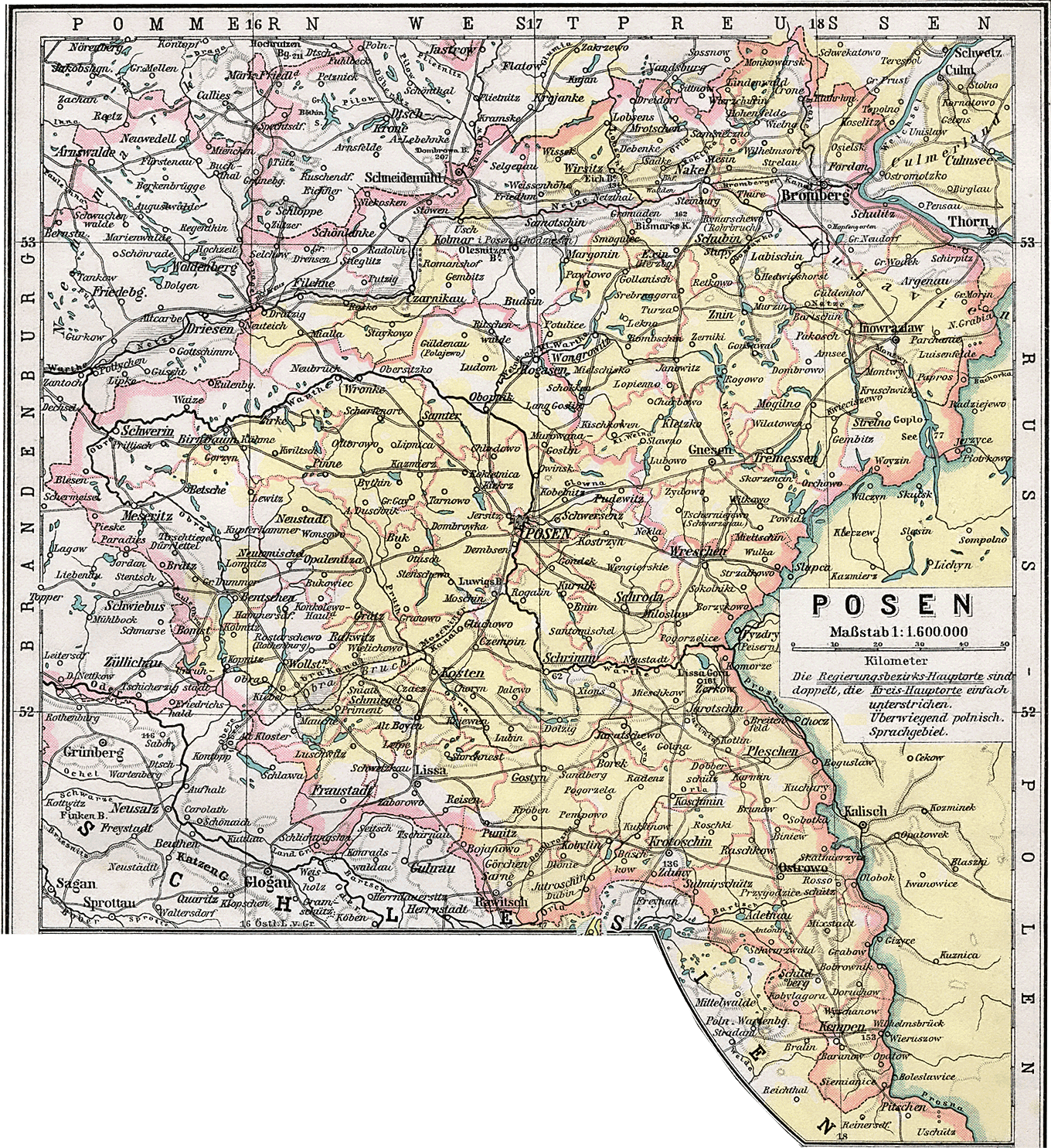
Weißholz (Weisholz) südwestlich der Stadt Posen und östlich der Stadt Glogau auf einer Landkarte der Provinz Posen von 1905 (gelb markierte Flächen kennzeichnen Gebiete mit seinerzeit mehrheitlich polnischsprachiger Bevölkerung).

Die Ortschaft  Weisholz war jahrhundertelang ein adliges Rittergut. Im 15. Jahrhundert gehörte es dem Adelsgeschlecht Kottwitz. Für das Jahr 1553 ist Fabian von Kottwitz († 1564) als Besitzer belegt. Ein weiterer Fabian von Kottwitz auf Weisholz, der im Juli 1596 die Universität Marburg bezogen hatte und später als Gelehrter und Reisender Achtung erwarb, verstarb vorzeitig im Jahr 1622, nach anderen bereits 1621.
Gegen Ende des Zweiten Weltkriegs wurde die Region im Frühjahr 1945 von der Roten Armee besetzt. Nachfolgend wurde Weißholz in Białołęka umbenannt. Die deutsche Bevölkerung wurde, soweit sie nicht schon vorher geflohen war, weitgehend weitgehend vertrieben. Die neu angesiedelten Bewohner waren teilweise Zwangsumgesiedelte aus Ostpolen, das an die Sowjetunion gefallen war.

## Sehenswürdigkeiten
- Das Schloss Weißholz war ursprünglich ein Renaissance-Gutshaus. In der ersten Hälfte des 19. Jahrhunderts wurde es von den Heren von Kottwitz umgebaut. Erhalten sind noch einige der zum Gebäude gehörenden Teiche und Gräben.
- Die um 1840 erbaute spätklassizistische Kirche wurde bis 1945 von Gläubigen der evangelischen Konfession genutzt.[7]

## Einwohnerzahlen bis 1945
- 1933: 319[8]
- 1939: 320[8]

### Kirchspiel bis 1945
Die Dorfbewohner waren kurz nach der Reformation zum protestantischen Glauben übergetreten, wofür der Umstand mit ausschlaggebend gewesen war, dass der Besitzer des Dorfs, Fabian von Kottwitz, evangelisch war. Zunächst wurden die protestantischen Kirchen in den Nachbargemeinden besucht. Dann ließ zwischen 1610 und 1614 ein Herr  von Schweinitz in Weisholz eine durchgehend massiv gebaute Dorfkirche errichten, wofür ihm der böhmische Landesherr Rudolf II.  die Genehmigung erteilt hatte (unter dem Namen Hof-Kapelle).
Weißholz war Sitz einer Parochie, zu der um die Mitte des 19. Jahrhunderts etwa ein Dutzend Ortschaften mit insgesamt über 1700 Seelen gehörten. Die Kirche hatte eine Orgel, für deren Beschaffung die Gemeindemitglieder 300 Reichstaler gesammelt hatten.